# أوغوستا كلاوسون
أوغوستا كلاوسون (بالإنجليزية: Augusta Clawson)‏ هي كاتِبة أمريكية، ولدت في 23 يونيو 1903، وتوفيت في 13 مايو 1997.